# Боксберг (Баден-Вюртемберг)
Боксберг (на немски: Boxberg) е град в североизточен Баден-Вюртемберг, Германия с 6630 жители (към 31 декември 2015).
Боксберг се намира на река Умпфер и до рекичката Шюпфбах в окръг Щутгарт.
Боксберг вероятно е основан ок. 600 г. и се казва първо „Вансхофен“. Еубоко, от свитата на крал Конрад I († 918), построява над града замък Боксберг. Вероятно ок. 1250 г. Боксберг получа права на град и пазар. По-късно Боксберг е към племенното Херцогство Франкония.
- Боксберг (1630)